# تفجير تشابهار 2018
تفجير تشاهبهار 2018هو هجوم انتحاري بسيارة مفخخة في 6 ديسمبر 2018 إستهدف مركز قيادة الشرطة في مدينة جابهار بمحافظة سيستان وبلوشستان جنوب شرق إيران. أسفر الهجوم عن مقتل ضابطين بالإضافة للمهاجم وإصابة 48 آخرين، بينهم نساء وأطفال.
اتهمت وسائل الإعلام الإيرانية في البداية جماعة أنصار الفرقان بالوقوف وراء الحادث، وهي جماعة جهادية سنية مناهضة للنظام الإيراني. ثم تبنت هذه الجماعة مسؤولية الهجوم. تعد الهجمات من هذا النوع نادرة في إيران.

## الهجوم
في 6 ديسمبر 2018 عند الساعة 9 و55 دقيقة استهدف هجوما انتحاريا بسيارة مفخخة مقرا للشرطة في مدينة تشابهار، جنوب شرقي إيران. وحسب تصريح مسؤول إيراني فإن انتحارياً الذي كان يقود شاحنة صغيرة محملة بالمتفجرات حاول دخول مقر شرطة المحافظة إلا أن حرس المقر منعوه من الدخول واطلقوا عليه النار، مما دفع الإرهابي إلى تفجير الشاحنة أمام المقر.
أدى الهجوم إلى مقتل عنصرين من قوات الشرطة وجرح 48 آخرين معظمهم من المدنيين وعشرة عسكريين. وكان من بين الجرحى نساء وأطفال. وقد خرج معظم الجرحى من المستشفيات بعد تلقي العلاج. في حين خضع 8 آخرون لعمليات جراحية.

## الأعقاب
وفقاً لرئيس الشرطة حسين أشتري، تم القبض على 10 أشخاص على صلة بهجوم، وسيتم التعرف على باقي المتورطين، والقوات الأمنية سوف تلقى القبض عليهم. واتهم وزير الخارجية الإيراني، محمد جواد ظريف، قوة أجنبية بالتورط ولم يذكر دولة بعينها، وقال في تغريدة بتويتر: «إن الإرهابيين المدعومين من الخارج يقتلون ويجرحون الأبرياء في تشابهار، وكما أوضحنا سابقا، مثل هذه الجرائم لن تمر دون عقاب».
وصف وزير الخارجية الهندي الهجوم بأنه «عمل إرهابي خسيس» وطالب بتقديم الجناة إلى العدالة. وأدان المتحدث باسم وزارة الخارجية الباكستانية محمد فيصل الهجوم، في تغريدة على تويتر.

## انظر أیضا
- تفجيرات تشابهار الانتحارية 2010